# Federal Reserve Bank of Chicago Detroit Branch Building
El Federal Reserve Bank of Chicago Detroit Branch Building (o sea, 'edificio de la sucursal de Detroit del Banco de la Reserva Federal de Chicago') es un edificio bancario ubicado en 160 West Fort Street en el centro de Detroit, Míchigan. Fue incluido en el Registro Nacional de Lugares Históricos en 2008.

## Historia
En 1913, el Congreso creó el Sistema de la Reserva Federal, que estableció doce bancos regionales de la Reserva Federal, incluido el Banco de la Reserva Federal de Chicago. Detroit se incluyó en la región de Chicago. Los bancos regionales tenían la autoridad para crear sucursales y en 1917 el Banco de la Reserva Federal de Chicago autorizó el establecimiento de una sucursal en Detroit. En marzo de 1918, se abrió la sucursal de Detroit, que opera desde tres instituciones locales. Sin embargo, las operaciones de Detroit pronto superaron esta operación, y en 1921 se eligió un sitio para un nuevo edificio.
Este sitio estaba dentro del Distrito Financiero, en un lugar que alguna vez había sido parte de Fort Shelby. Después de la demolición del fuerte, la tierra asociada a él se dividió en lotes. Hiram Walker compró varios lotes y construyó una casa allí. Después de la muerte de Walker, el University Club compró la casa y, en 1916, James Couzens compró la propiedad. Couzens vendió el terreno en el que se encuentra este edificio a la Reserva Federal en 1921. En 1926, el Congreso autorizó la construcción de este edificio. La Reserva Federal contrató a la firma Graham, Anderson, Probst & White de Chicago para diseñarlo, y la construcción comenzó en 1927.
El edificio se inauguró oficialmente en diciembre de 1927. Sin embargo, a principios de la década de 1940, la sucursal había superado la capacidad del edificio. En 1945, la Reserva Federal compró lotes adyacentes y contrató a la firma Smith, Hinchman & Grylls para diseñar un anexo. El diseñador jefe de la firma, Minoru Yamasaki, planeó el edificio. La construcción comenzó en 1949, y en 1951, se inauguró el anexo de vidrio y mármol de ocho pisos. El anexo moderno está claramente diseñado no para imitar al original, sino para hacer una declaración propia. Después de la finalización del anexo, el original fue destruido y renovado, y todo el complejo fue inaugurado en 1953.
En 2004, el Banco de la Reserva Federal se mudó a un nuevo edificio en 1600 East Warren Avenue, dejando el de Fort vacío. Dan Gilbert lo compró el 30 de enero de 2012.
En febrero de 2014, Detroit Media Partnership, matriz de Detroit Free Press y The Detroit News, anunció que las tres organizaciones ocuparían seis pisos en las secciones nueva y antigua del edificio. La asociación esperaba colocar letreros en el exterior similares a los de la antigua sede. La medida tuvo lugar del 24 al 27 de octubre de 2014.

## Descripción
Es un edificio de 1927 de tres pisos y medio con fachada neoclásica de mármol y un anexo de estilo internacional de ocho pisos de 1951. El anexo se encuentra a 30 pies del frente al original, y una pequeña plaza elevada está ubicada frente al anexo y al lado del original. Los niveles de los pisos de los dos edificios están alineados, y el original fue destripado con el anexo que se construyó, proporcionando una transición perfecta entre las estructuras. El cuarto piso del original fue demolido para proporcionar espacio para un penthouse que se proyecta desde el anexo y una terraza para sentarse al aire libre.
El original de 1927 mide 75 pies por 130 pies y tiene una base de mármol negro de aproximadamente cuatro pies de altura, con la sección superior revestida de mármol blanco. Un grueso canal de cuerdas sobre las ventanas del segundo piso separa los pisos inferiores del tercer piso (ático). Las ventanas del primer piso son ventanas de seis sobre seis paneles múltiples con una enjuta de hierro fundido entre cada par. El segundo y tercer piso originalmente tenían ventanas de guillotina doble de una sobre una, pero estas han sido reemplazadas por un solo panel. La entrada principal original del fue eliminada en la renovación de 1951.
El anexo de 1951 mide 115 pies por 100 pies. Los muros cortina están construidos con una rejilla de acero inoxidable de la que cuelgan losas de mármol de 1-1 / 2 ". La planta baja está dividida en siete bahías por pilares de mármol. Los muros cortina en los pisos superiores se extienden tres pies más allá del suelo empotrado pilares del piso. El mármol blanco utilizado en esta estructura fue cuidadosamente elegido para que coincida con el color del original, y el vidrio se tiñó de verde para reducir el deslumbramiento.